# Ángeles en el islam

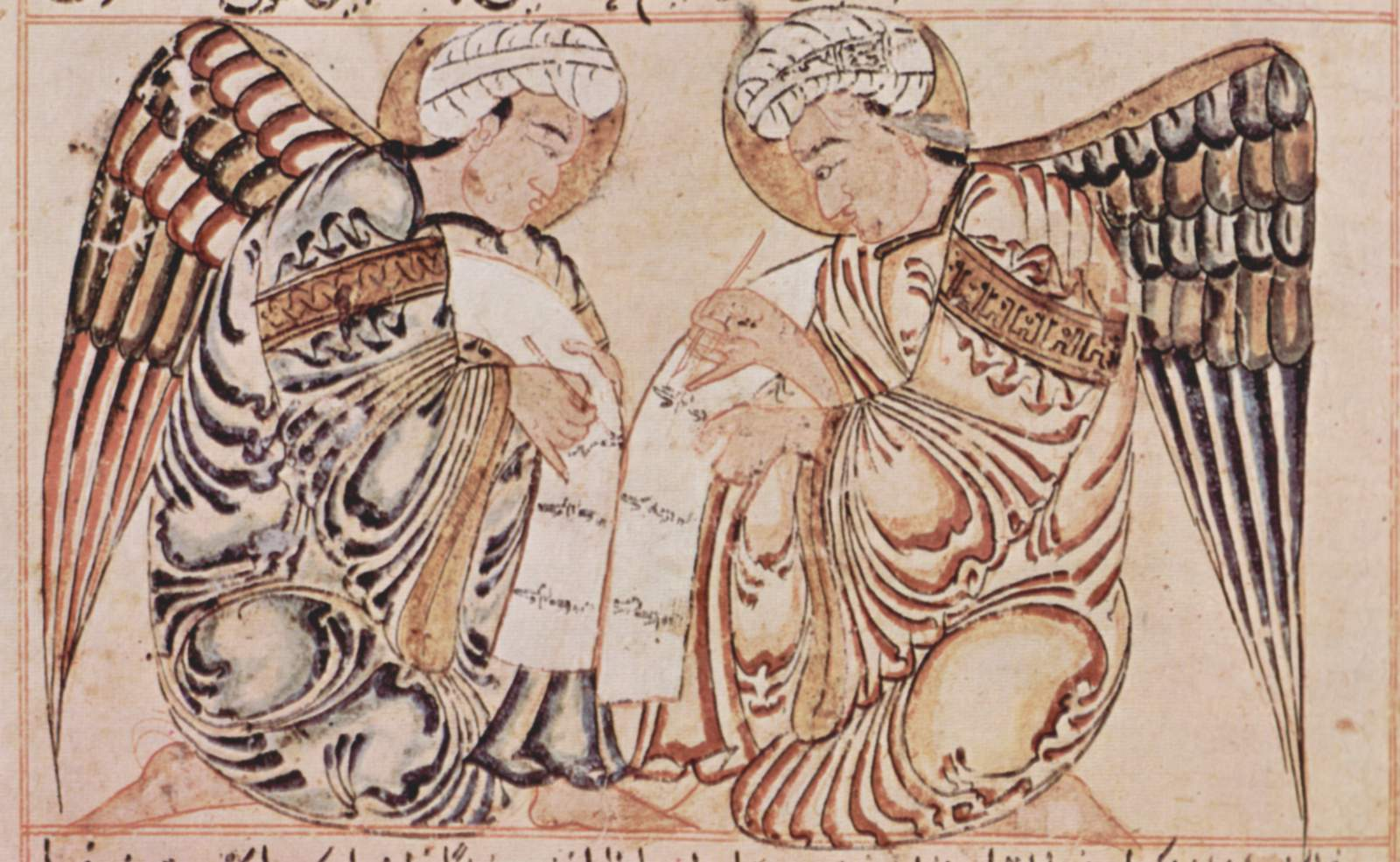
Guardianes celestiales en Las maravillas de la creación de al-Qazwînî.

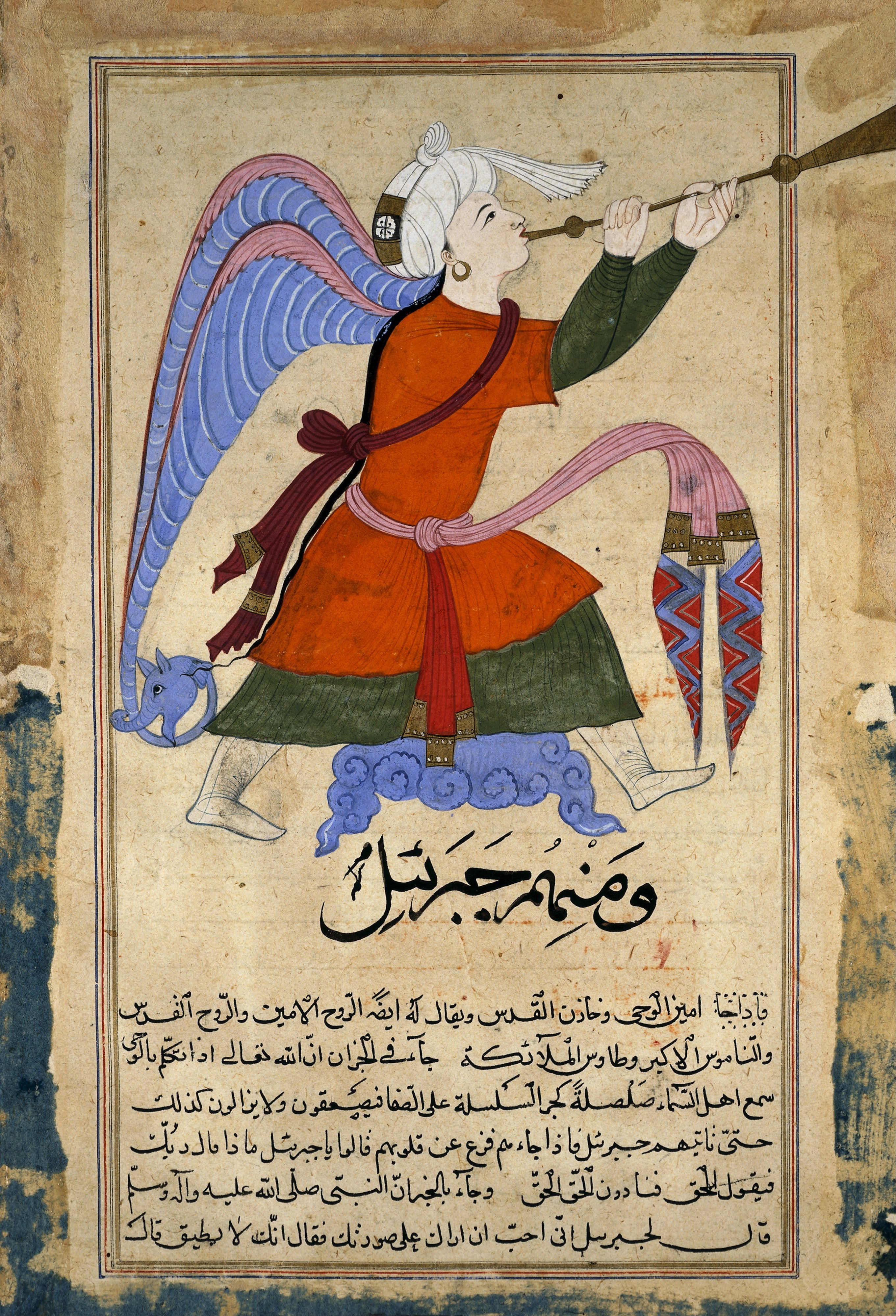
Ángel en Las maravillas de la creación y las rarezas de la existencia, Egipto/Siria c. 1375-1425.

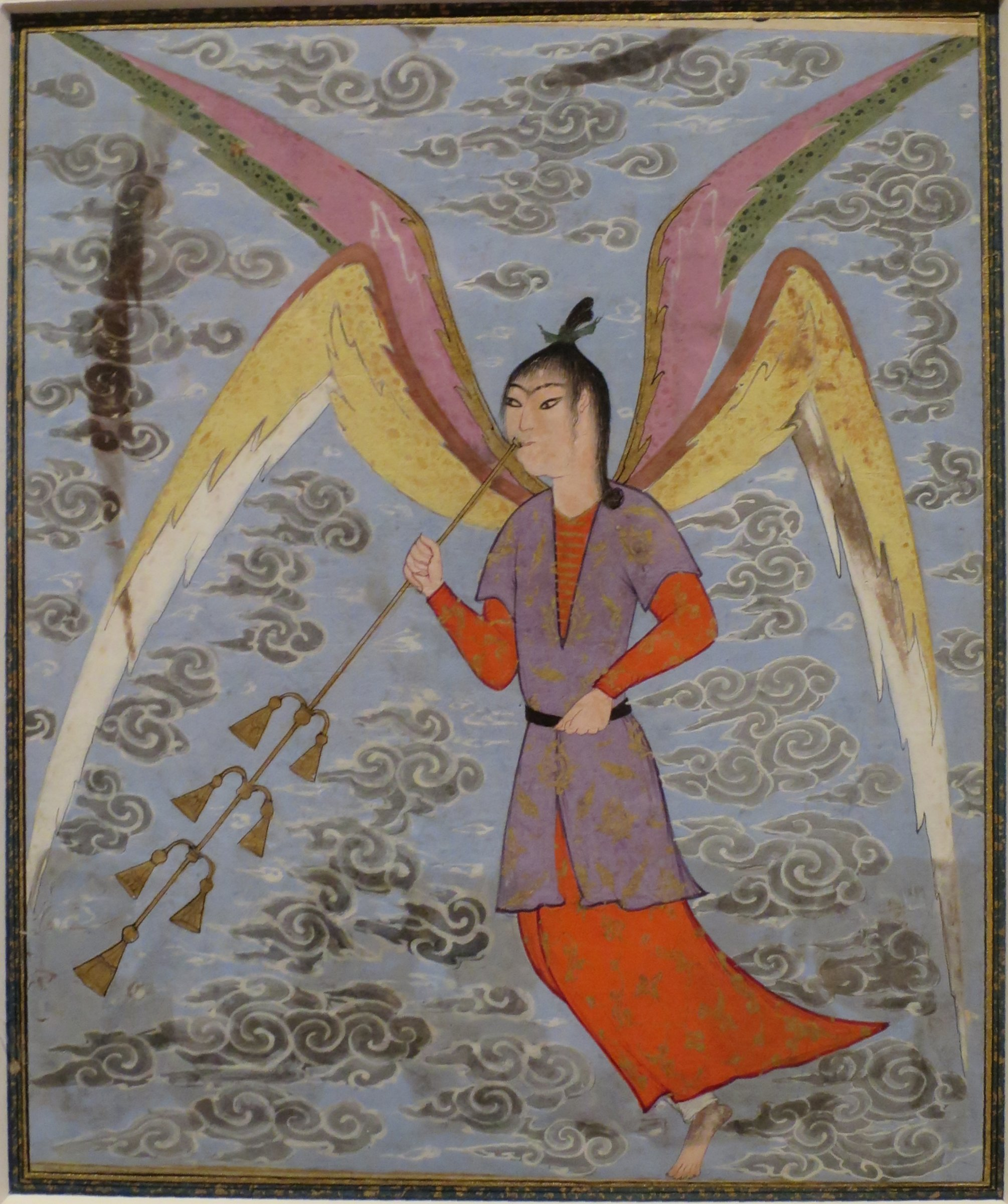
Ángel tocando un instrumento de viento-madera. Pintura en guache y tinta de Irán, c. 1500, Museo de Arte de Honolulu.

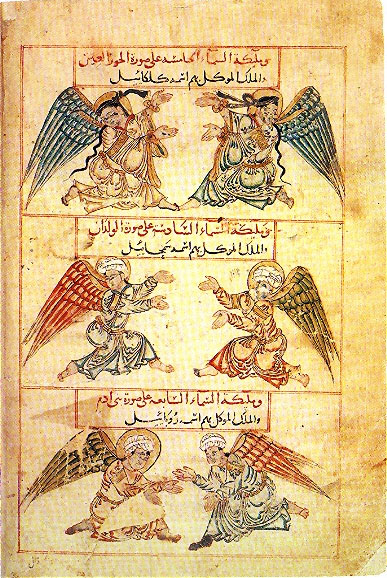
Ángeles en la Cosmografía de Zakariya al-Qazwini.

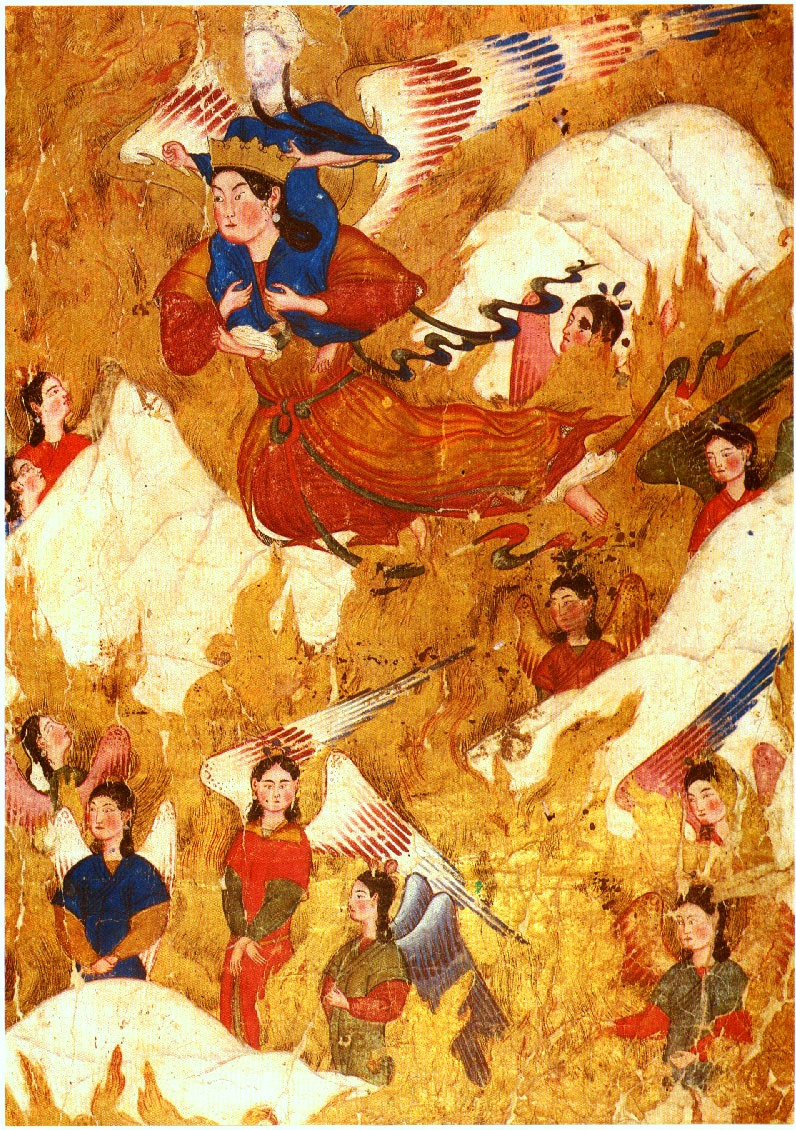
Mahoma y el ángel Gabriel, de Ahmad Musa.

Los ángeles en el islam o malaikas (en árabe ملك, malak, "ángel" o "mensajero"; plural ملاًئِكة, malā'ikah) son seres celestiales, creados por Alá a partir de un origen luminoso. Tienen diferentes funciones, como alabar a Dios en los cielos, interactuar con la vida cotidiana de los humanos y llevar las leyes de la naturaleza. 
El islam reconoce el concepto de ángeles tanto antropomórficos como abstractos. La creencia en los ángeles es uno de los seis artículos de fe en el islam. El Corán es la fuente principal del concepto islámico de ángeles, pero sus características más completas aparecen en hadices, literatura Mirach, teología y filosofía islámica. Los ángeles se diferencian de otras criaturas espirituales en su actitud como criaturas de virtud en contraste con demonios impuros y genios (jinn) moralmente ambivalentes.

## Ángeles corpóreos

### Creación
Los ángeles, un tipo de criatura creada por Dios, habitualmente viven en las esferas celestiales. Aunque el Corán no menciona la época en que se crearon los ángeles, generalmente se los considera la primera creación de Dios. Según Al-Tabari, los ángeles habrían sido creados el miércoles, y las otras criaturas en los días siguientes. Aunque tampoco se menciona en el Corán, se piensa que los ángeles se crearon a partir de una sustancia luminosa, descrita repetidamente como una forma de luz. El hadiz probablemente más famoso con respecto a su origen se presenta en Sahih Muslim: 
'Los ángeles fueron creados a partir de la luz, el Jann fue creado a partir de una mezcla de fuego y Adán fue creado a partir de lo que te caracteriza'.
Nur, el término usado para la "luz" a partir de la cual se crean los ángeles, generalmente corresponde a la luz fría de la noche o la luz de la luna, en contraste con nar, que corresponde al "fuego" o luz diurna y solar de la cual se dice que fueron creados los ángeles de los castigos. Tabari, Abd al-Ghani al-Maqdisi, Al-Jili y Al-Suyuti también atestiguan la división de los ángeles en dos grupos creados a partir de diferentes tipos de luz. 
Suyuti distingue en su obra Al-Hay'a as-samya fi l-hay'a as-sunmya a los ángeles creados a partir del 'fuego que come, pero no bebe' en oposición a los demonios creados a partir del 'fuego que bebe, pero no come', que también es identificado con el fuego del sol. Los estudiosos argumentan que no hay distinción entre nur y nar. Tabari, aunque no es su conclusión, argumenta que los dos pueden ser vistos como la misma sustancia, ya que ambos se cruzan aunque se refieren a la misma cosa, en diferentes grados. El afirmar que tanto el fuego como la luz son en realidad lo mismo, pero con diferentes grados también puede ser encontrados por Zakariya al-Qazwini e Ibishi. La falta de distinción entre fuego y luz podría explicarse por el hecho de que ambos están estrechamente relacionados morfológicamente y fonéticamente. Al-Baidawi argumentó que la luz sirve solo como un proverbio, pero el fuego y la luz se refieren en realidad a la misma sustancia. Además de la luz, otras tradiciones también mencionan ángeles creados a partir de fuego, hielo o agua.

### Características
Una de las principales características islámicas es su falta de deseos corporales. Nunca se cansan, no comen ni beben y carecen de ira. Al igual que con otras religiones monoteístas, los ángeles están caracterizados por su pureza y su obediencia a Dios. Sin embargo, su lealtad constante hacia Dios, enfatizada por algunos versos coránicos como Corán 16.49, no necesariamente implica impecabilidad (ausencia de pecado), y el motivo de los ángeles errantes también es conocido por el islam. Algunos eruditos, como Hasan al-Basri entre los primeros, extienden su lealtad hacia Dios para asumir la impecabilidad general. Aquellos que aceptan la posibilidad de errar a los ángeles, defienden que en realidad, solo los mensajeros entre los ángeles son infalibles, ya que el Corán también describe a los ángeles como seres puestos a prueba. Al-Baydawi argumentó que los ángeles solo permanecen impecables si no caen. Ibn Arabi pensaba que los ángeles pueden equivocarse al oponerse a Adán como vice-regente y fijar su forma de adorar a Dios con exclusión de otras criaturas.
Los ángeles son generalmente descritos en formas antropomórficas combinadas con imágenes sobrenaturales, como alas de gran tamaño, ropa celestial y gran belleza. Algunos ángeles se identifican con colores específicos, a menudo de blanco, pero algunos ángeles especiales tienen un color distinto, como el caso de Gabriel, que se asocia con el color verde.
Los eruditos han debatido quién tiene una categoría superior, los humanos o los ángeles. La postración de los ángeles ante el Adán islámico, es visto a menudo como una evidencia de la supremacía de los humanos sobre los ángeles. Sin embargo, otros sostienen que los ángeles son superiores, ya que están libres de "faltas" materiales, como la ira y la lujuria. Los ángeles, al estar libres de esos impulsos inferiores son, por tanto, superiores, una posición especialmente encontrada entre los mu'tazilitas y algunos asharitas. Una opinión similar tenía Hasan al-Basri, quien argumentaba que los ángeles son superiores a los humanos debido a su infalibilidad, originalmente en contra de los sunitas y chiitas. Esta visión se basa en la asunción de la superioridad del espíritu puro contra el cuerpo y la carne. Contrariamente argumentado, los humanos están por encima de los ángeles, ya que para un humano es más difícil ser obediente y adorar a Dios, ante las tentaciones corporales, en contraste con los ángeles, cuya vida es mucho más fácil y, por tanto, su obediencia es bastante insignificante. El islam admite una famosa historia sobre ángeles y humanos que compiten en la historia de Harut y Marut, que fueron probados para determinar, si los ángeles lo harían o no mejor que los humanos en las mismas circunstancias, una tradición a la que se opusieron estudiosos posteriores, como Ibn Taimiyya, pero todavía aceptada por eruditos anteriores, como ibn Hanbal.
Algunas tradiciones sufíes argumentan que un humano generalmente está por debajo de los ángeles, pero desarrollado a Al-Insān al-Kāmil, se ubicaría por encima de los ángeles. Otra importante opinión, es que los profetas y mensajeros entre los humanos están por encima de los ángeles, el humano común está debajo de un ángel y los mensajeros, entre los ángeles, están por encima de los profetas. El maturidismo generalmente sostiene que la superioridad y la obediencia de los ángeles y los profetas se derivan de sus virtudes e ideas a la acción de Dios, pero no por su pureza original.

### Pureza
Los ángeles que se cree participan en los asuntos humanos están estrechamente relacionados con los rituales modestos y la pureza islámica. Muchos hadices, incluida la colección Muwatta Imam Malik de uno de los Kutub al-Sittah, hablan de ángeles repelidos por el estado de impureza de los humanos. Estos ángeles se mantienen alejados de los humanos, que se contaminaron a sí mismos por ciertas acciones (como las relaciones sexuales). Sin embargo, los ángeles pueden regresar a un individuo tan pronto como la persona (ritualmente) se purifique a sí misma. La ausencia de ángeles puede causar varios problemas a una persona. Si son expulsados por la impureza ritual, los Kiraman Katibin, que registran las acciones de las personas, y el ángel de la guarda, no realizarán sus tareas asignadas al individuo. Otro hadiz especifica, durante el estado de impureza, que las malas acciones se escriben, pero las buenas acciones no. Cuando una persona dice una mentira, los ángeles casi se separan de la persona del hedor que emana. Los ángeles también se apartan de los humanos cuando están desnudos o se bañan indecentemente, pero también maldicen a las personas que están desnudas en público.

## Ángeles abstractos

### Filosofía
En la filosofía islámica, los ángeles aparecen con frecuencia como criaturas incorpóreas. Al-Kindi e Ibn Sina definen a los ángeles como sustancias simples, lo que significa que pertenecen a las esferas celestiales comparables a la astronomía ptolemaica, dotadas de vida, razón e inmortalidad, en contraste con entidades sublunares como los humanos y los animales, que están dotadas de vida, y el primero también con razón, pero son mortales. Qazwini, similarmente, asigna los ángeles a las esferas celestiales, distinguiéndolos de entre los animales, aunque se dice que ambos poseen el atributo de la vida. Significativamente, Al-Damiri incluye en sus obras zoológicas, animales, humanos, jinns e incluso demonios, pero no ángeles. Este pensamiento cosmológico, mantenido por eruditos como Al-Farabi e Ibn Sina, tiene un gran parecido con la cosmología de emanación neoplatónica, identificando a los diferentes ángeles en el islam con nous (intelectos), dividiendo el cosmos en diferentes esferas. Sin embargo, los eruditos islámicos insisten repetidamente en que todas las esferas celestiales en su conjunto forman un solo cuerpo y son movidas por Dios, en contraste con la cosmología aristotélica en la que Dios solo mueve la esfera exterior. Según ibn Sina, pero a diferencia de Al-Farabi, Dios no es parte del esquema de emanación. Dios emana cosas de acuerdo con su voluntad. En su Theologia Aristotelis muestra que a través de la manifestación de Dios, los intelectos son conscientes de Dios y de su papel en el universo. Además, Ibn Sina parece distinguir entre dos tipos de ángeles: uno completamente ajeno a la materia y otro, que existe en forma de un tipo de materia superior. Los últimos pueden llevar mensajes entre las esferas celestiales y el mundo sublunario, apareciendo en visiones. Por tanto, los ángeles superiores habitan en esferas superiores (Jabarut), mientras que sus ángeles subordinados aparecen en un reino intermedio (Malakut). La explicación de Ibn Sina podría implicar un intento de considerar la revelación como parte del mundo natural. También Qazwini considera un tipo inferior de ángeles, lo ángeles terrenales como fuerzas internas de la naturaleza, que mantienen el mundo en orden y nunca se desvían de su deber. Qazwini creía que la existencia de estos ángeles podía probarse por la razón y los efectos de estos ángeles sobre su objeto asignado.

### Psicología
La filosofía islámica hizo hincapié en que los humanos poseen cualidades angelicales y demoníacas y que el alma humana es vista como un "ángel potencial" o un "demonio potencial". Dependiendo de si se desarrolla el alma sensual o el alma racional, el alma humana se convierte en un ángel o un demonio. Los ángeles también pueden ofrecer inspiraciones opuestas a las sugerencias malvadas, llamadas waswās, de Satanás.

## Ángeles en el sufismo
Los ángeles juegan un papel importante en el sufismo. Al igual que en las tradiciones no relacionadas con los sufíes, se piensa que los ángeles son creados de la luz. Al-Jili afirma que los ángeles en realidad son creados a partir de la "luz de Muhammad" y en sus atributos de guía, luz y belleza. Influenciados por la metafísica sufí de Ibn Arabi, Haydar Amuli identifica a los ángeles como creados para representar diferentes nombres / atributos de la belleza de Dios, mientras que los demonios son creados de acuerdo con los atributos de la majestad de Dios, como 'Los Arrogantes' o 'Los Dominantes'. La cosmología sufí divide el mundo en varios reinos. El reino de Malakut es el plano en el que los símbolos toman forma. También es la esfera en la que los humanos pueden encontrarse con ángeles, durante sus sueños. Algunos autores han sugerido que algunos ángeles individuales en el microcosmos representan facultades humanas específicas en un nivel de macrocosmos. Según una creencia común, si un sufí no puede encontrar a un jeque para enseñarle, será enseñado por el ángel Jidr.

## Era contemporánea
El salafismo contemporáneo continúa considerando la creencia en los ángeles como un pilar del Islam y considera el rechazo de la creencia literal en los ángeles como incredulidad y una innovación traída por el secularismo y el positivismo. Las reinterpretaciones modernas, como por ejemplo las sugeridas por Nasr Abu Zayd, no se tienen en cuenta. Simultáneamente, muchos materiales tradicionales sobre ángeles son rechazados sobre la marcha porque no serían auténticos. Los eruditos de la Hermandad Musulmana Sayyid Qutb y Umar Sulaiman Al-Ashqar rechazan mucho material establecido sobre los ángeles, como la historia de Harut y Marut o nombrar al Ángel de la Muerte, Azrail. Sulaiman Ashqar no solo rechaza el material tradicional en sí, sino que además desaprueba a los eruditos que lo utilizaron. [83]
Eruditos del Reformismo islámico como Muhammad Asad o Ghulam Ahmed Parwez han sugerido una reinterpretación metafórica del concepto de ángeles.

## Ángeles mencionados en el Corán
El islam no tiene una organización jerárquica que sea paralela a la división en diferentes 'coros' o esferas de la angeología cristiana utilizada por los primeros teólogos cristianos medievales, pero sí distingue entre arcángeles y ángeles. Los ángeles no tienen el mismo estatus y, en consecuencia, se les delegan diferentes tareas para realizar. En el Corán aparecen los siguientes nombres individuales de ángeles:
- Israfil (Rafael), el que toca la trompeta anunciando el Juicio Final.
- Jibril (Gabriel), el asignado por Dios para revelar el Corán al profeta Mahoma y quien entregó la Anunciación a María.
- Malak Al-Maut (Ángel de la Muerte), el que se encarga de tomar posesión de las almas después de la muerte.
- Malik, jefe guardián que gobierna el infierno (Yahannam).
- Mikail (Miguel), el que está al cargo de la lluvia y el sustento.
- Munkar y Nakir, los que, después de la muerte, preguntan a las almas sobre su fe y sus obras.
- Ridwan, el que guarda las puertas del cielo.